# 自動主義
自動主義（英語：automatism）最早源於1916年，让·阿尔普（Jean Arp）和蘇菲·陶柏·阿爾普（Sophie Taeuber Arp）反覆描繪物象外形，以產生各種自發性的變形，並將色紙撕碎使之飄墜落地，製造不同形狀的配置。
自動主義的另一源流源於歐戰期間，安德烈·布勒東（Andre Breton）針對佛洛伊德理論的自由聯想，將之運用於文字的寫作上。1925年8月10日，马克斯·恩斯特（Marx Ernest）宣稱發現真正對應於自動性寫作的視覺藝術，做法為「磨擦法」。
在心理學研究中，用來表示行為與意識分離或不一致。此概念通常用來描述基於熟悉與重複的關係而產生的良性行為，但是更經常用來描述由意識與潛意識渴望之間的心理衝突所引起之病態行為。這種病態行為會導致感官上的幻覺及輕微至嚴重的緊張症。此概念影響了某些超現實理論；這些理論都與無意識表達、自由聯想以及原始創造力的影響力與合理性有關。